# Cameron Moulène
 (septembre 2017).
Si vous disposez d'ouvrages ou d'articles de référence ou si vous connaissez des sites web de qualité traitant du thème abordé ici, merci de compléter l'article en donnant les références utiles à sa vérifiabilité et en les liant à la section « Notes et références ».
Cameron Moulène (né le 25 novembre 1993 à Paris) est un acteur franco-américain.

## Filmographie
- 2008 : The Cleaner : Charlie Mintz
- 2009 : La Vie secrète d'une ado ordinaire : Mark
- 2010-2012 : Raising Hope : Burt adolescent
- 2014 : Happyland : Will Armstrong
- 2015 : Faking It : Wade
- 2016-2018 : Foursome : Josh
- 2020 : A Teacher : Cody Davis